# Исидор (Богоявленский)
Епископ Исидор (в миру Иван Яковлевич Богоявленский; 30 октября 1879, Новый Оскол, Курская губерния — 18 декабря 1949, Таллин) — епископ Русской православной церкви, епископ Таллинский и Эстонский.

## Биография
Родился 30 октября 1879 года в семье псаломщика Курской епархии, младший брат митрополита Елевферия (Богоявленского).
Окончил Курскую духовную семинарию, а затем, в 1904 году, Санкт-Петербургскую духовную академию со степенью кандидата богословия. В академии учился одновременно со своим старшим братом Дмитрием, который впоследствии был митрополитом.
В 1904 году назначен воспитателем Санкт-Петербургского Александро-Невского духовного училища.
В 1905 году рукоположен во священника епископом Гдовским Кириллом (Смирновым), был настоятелем Екатерининского собора в г. Ямбурге, Санкт-Петербургской губернии. Затем служил в Гдове и Кронштадте. С 1912 года настоятель Павловского собора Гатчины. Возведён в сан протоиерея.
Принимал активное участие в создании «Православной богословской энциклопедии», выходившей в предреволюционные годы в Петербурге сначала под редакцией профессора А. П. Лопухина, а после его кончины — профессора Н. Н. Глубоковского. В 1915 году за свой труд «Значение Иерусалимского храма в Ветхозаветной Истории еврейского народа» получил степень магистра богословия.
В 1919 году эмигрировал в Эстонию, взяв с собой из Гатчинского собора Мальтийские святыни: Филермскую икону Божией Матери, десницу Иоанна Предтечи и часть Животворящего Креста Господня, которые были привезены в Россию при императоре Павле I. В Таллине служил сначала в Александро-Невском соборе (по другим данным, был настоятелем собора), а после 1936 года в храме свв. Симеона и Анны; преподавал Закон Божий в ряде учебных заведений Таллинна.
В 1920-х годы разработал учебное пособие по преподаванию Закона Божия для русских детей в эмиграции. Активно участвовал в работе Русского Православного Студенческого Единения, возглавлял делегации на ряде съездов Единения, руководил работой семинаров. В течение многих лет он был благочинным, членом Нарвского епархиального совета и членом Синода Эстонской апостольской православной церкви.
В 1930—1940 годах редактировал выходивший в Эстонии духовный журнал «Православный Собеседник».
В конце 1930-х годов в Таллине открылись русскоязычные богословско-пастырские курсы и протоиерей Иоанн стал их руководителем. В первый же год их работы слушателем курсов стал Михаил Александрович Ридигер, отец будущего патриарха Московского и всея Руси Алексия II. Отец Иоанн был также законоучителем в школе и духовником юного Алексея. Впоследствии патриарх говорил о своем наставнике как о «человеке глубокой веры и очень большого духовного и жизненного опыта». «Любовь и внимание к людям были теми критериями, которыми руководствовались и о. Иоанн, и мой отец».
Во время Второй мировой войны обслуживал лагеря для беженцев и перемещенных лиц Клоога, Пылдкюла, Палдиски и Вильянди (Эстония). После окончания Великой Отечественной войны остался в СССР.
Участник Поместного собора РПЦ (январь — февраль 1945 года).
В январе 1946 года митрополит Ленинградский и Новгородский Григорий (Чуков) предложил магистру богословия Богоявленскому занять место ректора на Богословско-пастырских курсах в Ленинграде, открывшихся 22 ноября 1945 года, и с 1 июня 1946 года, после всех согласований, он получил назначение. С начала 1946/1947 учебного года — ректор вновь открытых Ленинградской духовной академии и семинарии. Принимал активное участие в разработке учебной программы, в основу которой была положена система образования дореволюционных Петербургской академии и семинарии.
В декабре 1946 года овдовел и 12 июня 1947 года был пострижен в монашество в честь священномученика Исидора, пресвитера Юрьевского, возведён в сан архимандрита.
21 июня 1947 года был наречён, 22 июня — хиротонисан во епископа Таллинского и Эстонского. Чин хиротонии в кафедральном Николо-Богоявленском соборе Ленинграда совершали патриарх Московский и всея Руси Алексий I, митрополит Ленинградский и Новгородский Григорий (Чуков) и епископ Лужский Симеон (Бычков).
Скончался 18 декабря 1949 года. Похоронен на Александро-Невском кладбище в Таллине.
Хотя епископ Исидор умер за 3 дня до 70-летия И. В. Сталина, его подпись (посмертно) включена в «Приветственный адрес от духовенства и мирян Русской православной церкви Вождю народов СССР генералиссимусу Иосифу Виссарионовичу Сталину в день семидесятилетия со дня рождения».

## Публикации
- Закон Божий для начальных школ. — Таллин, 1907.
- Закон о месте еврейского богослужения в Ветхом Завете.
- Христианское чтение. — 1912, сентябрь, 1024; 1912, октябрь, 1110.
- Значение Иерусалимского храма в Ветхозаветной Истории еврейского народа (магистерская диссертация). — Петроград, 1915.
- Православный Символ Веры. Ч. I. — Таллин, 1939 (в рукописи остались II и III части книги).
- Речь при наречении его во епископа Таллинского и Эстонского // Журнал Московской Патриархии. — 1947. — № 7. — С. 55—56.
- Рождество Богородицы (по православному и римско-католическому учению) // Журнал Московской Патриархии. — 1949. — № 9. — С. 34—37
- Господь Иисус Христос — Основатель Церкви // Журнал Московской Патриархии. — 1955.—№ 2. — С. 83—88
- Православное учение о Церкви // Журнал Московской Патриархии. — 1955. — № 1. — С. 37—44.
- Существенные свойства истинной Церкви // Журнал Московской Патриархии. — 1955. — № 5. — С. 44—53.